# 松浦信正 (市左衛門)
松浦 信正（まつら のぶまさ）は江戸時代前期の旗本。書院番士、徒頭、目付を歴任した。

## 経歴
勘定頭松浦信貞の次男として生まれ、小普請松浦信生の養子となった。寛文10年（1670年）10月14日家督を継ぎ、11月19日徳川家綱に御目見した。寛文11年（1671年）9月13日書院番士、天和2年（1682年）5月25日徒頭。12月18日実父信貞の葛飾郡内知行地のうち700石を分知された。
元禄5年（1692年）4月14日目付となり、元禄6年（1693年）7月28日改易され桑名藩預りとなっていた喜多見重政が死去すると、調査のため伊勢国桑名に赴いた。
元禄9年（1696年）6月27日寄合に列した。元禄10年（1697年）7月26日埼玉郡内300石を与えられ、後上総国望陀郡内に移された。元禄11年（1698年）12月5日致仕し、瑞山と号した。正徳元年（1711年）11月28日75歳で死去し、麻布光林寺に葬られた。法名は道栄。

## 親族
- 実父：松浦猪右衛門信貞 - 勘定頭[2]。
- 実母：大村式部娘[1]
  - 兄：松浦覚左衛門信方 - 小姓組[2]。
  - 長弟：松浦勘助信吉[2]
  - 次弟：松浦八兵衛信勝[2]
  - 妹：赤井五郎作忠広妻[2]
- 養父：松浦左内信生[1]
- 妻：松浦八郎左衛門娘[1]
  - 長男：松浦酒之丞信英[1]
  - 次男：松浦忠右衛門信福 - 松浦勘助信吉養子[1]。
  - 三男：松浦河内守信正 - 松浦八左衛門信守養子[1]。
  - 長女：星合摂津守顕行妻[1]
  - 次女：青山市左衛門幸増妻[1]
  - 養女：松浦覚左衛門信方娘、北条新左衛門氏如妻[1]